# Huperzia transilla
Huperzia transilla là một loài thực vật có mạch trong Họ Thạch tùng. Loài này được (Sodiro ex Baker) Holub mô tả khoa học đầu tiên năm 1985.